# Darja Romanjuk
Darja Romanjuk  (ukrainisch Дарья Романюк; * 12. August 2004 in Tschornomorsk) ist eine ukrainische Beachvolleyballspielerin.

## Karriere

### Karriere Jugend und Junioren
Die in der Oblast Odessa aufgewachsene Sportlerin war zum ersten Mal 2019 bei einer kontinentalen Meisterschaft am Start. Mit Anna Chechelnytska stand die erst Vierzehnjährige in der Vorschlussrunde bei den Titelkämpfen der unter Achtzehnjährigen in Baden und ein Jahr später im Endspiel beim gleichen Jahrgang in Izmir. Eine Saison danach gelang mit Jewa Serdjuk in derselben Altersklasse zum zweiten Mal der Einzug ins Finale und nach einem weiteren Jahr stand das Beachpaar bei den Wettkämpfen der weltbesten unter Neunzehnjährigen auf der obersten Stufe des Podests. 2024 kam der vierte Platz bei den europäischen Wettbewerben der unter Zweiundzwanzigjährigen hinzu.

### Karriere Erwachsene
Nach mehreren Teilnahmen an internationalen und nationalen Wettbewerben mit ihrer ersten Jugendpartnerin von 2018 bis 2019 und an zwei Ein-Stern-Events 2021 mit Jewa Serdjuk startete das Duo ab 2024 regelmäßig bei Veranstaltungen der World Beach Pro Tour. Die beiden gewannen im September innerhalb von zwei Wochen die Futures in Warschau und in Balıkesir. Waren die Auftritte bei den hochwertigen Challengers Ende des Jahres und Anfang 2025 durch das Ausscheiden in der Qualifikation noch nicht vom Erfolg gekrönt, schufen die Ukrainerinnen durch die Podiumsplätze bei den Turnieren der unteren Stufe der internationalen Beachserie als Dritte in Valencia und als Gewinner in Sveti Vlas die Voraussetzungen für weitere Einladungen zu den besser besetzten Events. In Xiamen überstanden sie zum ersten Mal bei einem Challenge die Vorausscheidung und konnten im Pool A weder von der Olympiadritten von 2008 und Weltmeisterin von 2013 Xue Chen und deren Partnerin noch von der Silbermedaillengewinnerin von Tokio Taliqua Clancy an der Seite von Jana Milutinovic gestoppt werden. Nach dem Aus in der zweiten Hauptrunde stand der geteilte neunte Platz zu Buche. Noch besser lief es beim gleichartigen Turnier in Alanya. Nach dem Sieg in der Qualifikation und in Gruppe H mussten auch die  US-Amerikanerinnen Harward / Phillips die Überlegenheit des Duos aus Osteuropa im Achtelfinale anerkennen. Der Einzug in die Runde der besten Acht war der verdiente Lohn.